# Marijn Kruk
Marijn Kruk (1971) is een Nederlands journalist.

## Biografie
Kruk studeerde geschiedenis aan de Universiteit Utrecht en politieke filosofie aan het École des hautes études en sciences sociales te Parijs. In Parijs begon hij ook zijn loopbaan als journalist. Hij werkte er onder meer als correspondent voor Trouw en voor De Groene Amsterdammer. Kruk schrijft voor De Correspondent en NRC, was werkzaam in Tunis en Istanbul en deed verslag van conflicten in Libië, Mali, Syrië en Irak.

### Opkomst radicaal rechts
In 2018 stelde Kruk op journalistiek platform De Correspondent dat de Nederlandse politicus Thierry Baudet twee keer de radicaal rechtse Franse politicus Jean-Marie Le Pen bezocht, en daarbij onder andere samen met publicist Geerten Waling aan diens lippen hing. Volgens Kruk hadden Baudet en Le Pen opvallende ideologische overeenkomsten. De onthullingen zorgden dat de kritiek op de ideologie van Baudet toenam en er kritischer naar zijn partij, Forum voor Democratie, werd gekeken. Sinds 2020 doet hij met een fellowship van het NIAS onderzoek naar de opkomst van radicaal rechts in Europa. Kruk treedt met deze expertise regelmatig op in talkshows als Buitenhof.

## Boeken
- 2009 - Parijs denkt: Een republiek tegen de wereld (Uitgeverij Boom, ISBN 9789085064510[8])
- 2011 - Onder mijn zolen! Verhalen van de Arabische opstand (Samen met Stefan de Vries; met bijdragen van onder anderen Eduard Padberg, Uitgeverij Bluebeard ISBN 9789080888067[9])
- 2015 - Het Koerdische moment: De lange weg naar onafhankelijkheid (Uitgeverij Fosfor, ISBN 9789462251724)
- 2024 - Opstand: De populistische revolte en de strijd om de ziel van het Westen (Uitgeverij Prometheus, ISBN 9789044656947)